# Canottaggio ai Giochi della XX Olimpiade
Le competizioni del canottaggio dei Giochi della XX Olimpiade si sono svolte nei giorni dal 27 agosto al 2 settembre 1972 presso il Regattastrecke Oberschleißheim di Oberschleißheim.
Come a Città del Messico 1968 si sono disputati sette eventi tutti maschili.

## Podi
| Evento                   | Oro | Perform. | Argento | Perform. | Bronzo | Perform. |
| Singolo (dettagli)       | Jurij Malyšev | 7:10.12  | Alberto Demiddi | 7:11.53  | Wolfgang Güldenpfennig | 7:14.45  |
| Due di coppia (dettagli) | Unione Sovietica Aleksandr Timošinin Gennady Korshikov                                                                           | 7'01"77  | Norvegia Frank Hansen Svein Thøgersen | 7'02"58  | Germania Est Joachim Böhmer Uli Schmied | 7'05"55  |
| Due senza (dettagli)     | Germania Est Siegfried Brietzke Wolfgang Mager                                                                                   | 6'53"16  | Svizzera Heini Fischer Alfred Bachmann | 6'57"06  | Paesi Bassi Roel Luynenburg Ruud Stokvis | 6'58"70  |
| Due con (dettagli)       | Germania Est Wolfgang Gunkel Jörg Lucke Tim. Klaus Neubert                                                                       | 7'17"25  | Cecoslovacchia Oldřich Svojanovský Pavel Svojanovský Tim. Vladimír Petříček                                                                   | 7'19"57  | Romania Ştefan Tudor Petre Ceapura Tim. Ladislau Lovrenschi | 7'21"36  |
| Quattro senza (dettagli) | Germania Est Frank Forberger Dieter Grahn Frank Rühle Dieter Schubert                                                            | 6'24"27  | Nuova Zelanda Dick Tonks Dudley Storey Ross Collinge Noel Mills                                                                               | 6'25"64  | Germania Ovest Joachim Ehrig Peter Funnekötter Franz Held Wolfgang Plottke                                                                                              | 6'28"41  |
| Quattro con (dettagli)   | Germania Ovest Peter Berger Hans-Johann Färber Gerhard Auer Alois Bierl Tim. Uwe Benter                                          | 6'31"85  | Germania Est Dietrich Zander Reinhard Gust Eckhard Martens Rolf Jobst Tim. Klaus-Dieter Ludwig                                                | 6'33"30  | Cecoslovacchia Otakar Mareček Karel Neffe Vladimír Jánoš František Provazník Tim. Vladimír Petříček                                                                     | 6'35"64  |
| Otto (dettagli)          | Nuova Zelanda Tony Hurt Wybo Veldman Richard Joyce John Hunter Lew Wilson Joe Earl Trevor Coker Gary Robertson Tim. Simon Dickie | 6'08"94  | Stati Uniti Lawrence Terry Franklin Hobbs Pete Raymond Tim Mickelson Gene Clapp Bill Hobbs Cleve Livingston Mike Livingston Tim. Paul Hoffman | 6'11"61  | Germania Est Hans-Joachim Borzym Jörg Landvoigt Harold Dimke Manfred Schneider Hartmut Schreiber Manfred Schmorde Bernd Landvoigt Heinrich Mederow Tim. Dietmar Schwarz | 6'11"67  |

## Medagliere
| Posizione | Paese            |   |   |   | Totale |
| --------- | ---------------- | - | - | - | ------ |
| 1         | Germania Est     | 3 | 1 | 3 | 7      |
| 2         | Unione Sovietica | 2 | 0 | 0 | 2      |
| 3         | Nuova Zelanda    | 1 | 1 | 0 | 2      |
| 4         | Germania Ovest   | 1 | 0 | 1 | 2      |
| 5         | Cecoslovacchia   | 0 | 1 | 1 | 2      |
| 6         | Argentina        | 0 | 1 | 0 | 1      |
| 6         | Norvegia         | 0 | 1 | 0 | 1      |
| 6         | Svizzera         | 0 | 1 | 0 | 1      |
| 6         | Stati Uniti      | 0 | 1 | 0 | 1      |
| 10        | Paesi Bassi      | 0 | 0 | 1 | 1      |
| 10        | Romania          | 0 | 0 | 1 | 1      |
| Totale    | Totale           | 7 | 7 | 7 | 21     |